# Chat Hearts2Hearts
《Chat Hearts2Hearts》(챗 하츠투하츠)는 매주 수요일 오전 11시에 방영된 Hearts2Hearts 단독의 리얼리티 예능이다. Mnet에서 매주 목요일 밤 10시 40분에 방영되었다.

## 출연진
- Hearts2Hearts